# Saad Alateeg
 (juin 2020).
Saad Alateeg est un clerc religieux saoudien ,

## Biographie
En 2010 , au cours du mois de Ramadan le ministère des Awqaf et des affaires islamiques (Qatar) a invité Sa'ad al-Ateeq Ateeq pour donner des sermons. En mai 2011 , le ministère des Awqaf et des affaires islamiques (Qatar) a invité Sa'ad al-Ateeq Ateeq pour donner des sermons. L' un de ses sermons est inscrite à la section médias du site Web du ministère des Awqaf et des affaires islamiques (Qatar).
Le roi Khalid Collège militaire Mosquée prédicateur et imam est Sa'ad al-Ateeq Et il a donné un sermon le 13 décembre 2010 , Université King Saud étudiants.
En février 2013, à la mosquée Imam Muhammad ibn Abd al-Wahhab (Grande Mosquée du Qatar) Sa'ad al-Ateeq Ateeq a prononcé un sermon, appelant à la fin des juifs et des chrétiens par les mains de Dieu et appelé pour les musulmans et Islam exalté par Dieu.
Le directeur de Riyad basé King Khalid Collège militaire d'orientation est Sa'ad al-Ateeq Ateeq. Il a été invité à un sermon à la sécurité de l'aéroport qatari le 23 juillet 2013 à Doha, au Qatar par le ministère de l'Intérieur. Al-Ateeq a prononcé un sermon religieux à la Marine qatari en juillet 2013.
La Force de sécurité des installations du ministère de l'Intérieur (Arabie Saoudite) a organisé une conférence par Al-Ateeq le 23 septembre 2013.
Le 2 octobre 2013 à l'imam Muhammad ibn Abd al-Wahhab Mosquée, Sa'ad al-Ateeq Ateeq à nouveau appelé à leur destruction des chrétiens et des juifs et a appelé à l'Islam et les musulmans à être exalté.
En février 2014 , le ministère des Awqaf et des affaires islamiques (Qatar) a tweeté que l'imam Muhammad ibn Abd al-Wahhab mosquée a été l' hôte d' un autre sermon par al-Ateeq.
Devant des élèves, Al-Ateeq a donné une conférence appelée (avec Muhammad bien-aimé) le mercredi 26 février 2014 une exposition des écoles Coran.
Le 6 juillet 2014 pendant le Ramadan, al-Ateeq a prêché à l'imam Muhammad ibn Abd al-Wahhab mosquée. le 9 juillet 2014 al-Ateeq a également donné un autre sermon du Ramadan à l'imam Muhammad ibn Abd al-Wahhab mosquée. Al-Ateeq a prononcé un discours au Prix international de Dubaï Saint Coran qui a été mis en place par le souverain de Dubaï, Cheikh Mohammed bin Rashid Al Maktoum en juillet 2014. Al-Ateeq a été nommé comme l' un des prédicateurs et érudits en cas sur le site du cheikh Mohammed bin Rashid Al Maktoum Il a ensuite prononcé son discours lors de l'événement.
Al-Ateeq utilisé l'anti-chiite Rafidah insulte contre les Iraniens et Houthis . Al-Ateeq dit que les Iraniens et les Houthis sont combattues au Yémen pour des raisons religieuses au cours de l' intervention saoudienne menée au Yémen (2015-présent) . Il a également évoqué les comme « rats ».